# Jérôme Porical
Jérôme Porical (Perpinyà, 20 de setembre del 1985) és un jugador de rugbi que juga de defensa a la USA Perpinyà (1,83 m per a 86 kg).
És l'hereu d'una tradició familiar, atès que el seu pare Gerald Porical i el seu avi Pau Porical també jugaren a les files de la USAP.

## Carrera
- Entesa de la Tet
- USAP

Ha disputat 5 partits del Top 14 la temporada 2006-07.
Actualment és jugador del Stade France

## Palmarès
- Campionat de França de rugbi a 15 2009 amb l'USAP
- Finalista del Campionat de França de rugbi a 15 2010 amb l'USAP.